# Ehrenreich Izsák
Ehrenreich Izsák (Pozsony, 1765 – Pest, ?) grafikus, vésnök.
Eleinte Pozsonyban űzte mesterségét, hol főleg mágnások foglalkoztatták, mint kitűnő kő-címervésnököt. 1789. Pest városi magisztrátusának engedélyével, „vésnöki művészetének gyakorlására” Pesten telepedett le a belvárosi Kemnitzer-fele házban. Fiai, Ehrenreich Móric (aki később kitért a zsidó vallásból) és Ehrenreich Sándor Ádám szintén vésnökök lettek.